# Manon Capelle
Pour les articles homonymes, voir Capelle.
Manon Capelle est une actrice belge.

## Filmographie partielle

### Cinéma
- 2021 : Le Chemin du bonheur : Eve
- 2019 : Never Grow Old : Emily Crabtree
- 2018 : Sauver ou périr :
- 2018 : L'école est finie : Cindy
- 2014 : Tous les chats sont gris : Dorothy

## Distinctions
Elle a été nommée comme meilleur espoir féminin en 2016 aux Magritte du cinéma, l'équivalent belge des Césars.